# بيل غولدزورثي
بيل غولدزورثي هو لاعب هوكي جليد كندي، ولد في 24 أغسطس 1944 في واترلو في كندا، وتوفي في 29 مارس 1996 في منيابولس في الولايات المتحدة بسبب إيدز.

## وصلات خارجية
- بيل غولدزورثي على موقع دوري الهوكي الوطني (الإنجليزية)
- بيل غولدزورثي على موقع قاعة مشاهير الهوكي (لاعب أن.إتش.أل) (الإنجليزية)
- بيل غولدزورثي على موقع EliteProspects.com (الإنجليزية)
- بيل غولدزورثي على موقع HockeyDB.com (الإنجليزية)
- بيل غولدزورثي على موقع Hockey-Reference.com (الإنجليزية)
- بيل غولدزورثي على موقع قاعة كندا للمشاهير الرياضية (الإنجليزية)